# Xanthorhoe interrupta
Xanthorhoe interrupta är en fjärilsart som beskrevs av Hann. 1917. Xanthorhoe interrupta ingår i släktet Xanthorhoe och familjen mätare. Inga underarter finns listade i Catalogue of Life.